# سونیا بلوسووا
سونیا بلوسووا (زاده ۴ فوریه ۱۹۹۰) آهنگساز ،نوازنده پیانو و موسیقی‌دان اهل روسیه که ساکن در لس آنجلس، کالیفرنیا است. بلوسووا در سن ۱۳ سالگی به عنوان دستاورد کودک شناخته شد و به دلیل دستاوردهای برجسته خود در ترکیب موسیقی، جایزه وزارت فرهنگ روسیه را دریافت کرد.